# サン・クリストバル州

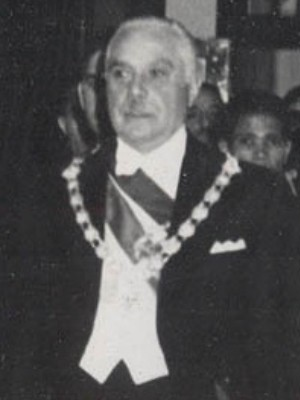
1952年のラファエル・トルヒーヨ大統領

サン・クリストバル州 (サン・クリストバルしゅう、スペイン語: San Cristóbal / スペイン語発音: [ˈsaŋ kɾisˈtoβal])は、ドミニカ共和国中南部の州。州都はサン・クリストバル。2017年の人口は61万8165人で、国内4位。

## 歴史
かつてはトルヒーヨ州と呼ばれていた。これは、31年間の独裁政権を築いたラファエル・トルヒーヨ大統領に因む。
1961年、彼の暗殺直後に現在のサン・クリストバル州に改名した。
1992年、東部がモンテ・プラタ州として分離した。

## 隣接州
- 北：サンチェス・ラミレス州
- 北東：モンテ・プラタ州
- 東：サント・ドミンゴ州
- 南東～南：カリブ海
- 南西：ペラビア州
- 西：サン・ホセ・デ・オコア州
- 北西：モンセニョール・ノウエル州

## 行政区画
- カンビタ・ガラビトス（英語版）
- サン・クリストバル：州都
- ニグア（英語版）
- バホス・デ・アイナ（英語版）
- パレンケ（英語版）
- ビージャ・アルタグラシア（英語版）
- ヤグアテ（英語版）
- ロス・カカオス（英語版）